# Mergeldraaigatje
Het mergeldraaigatje (Tapinoma erraticum) is een mierensoort uit de onderfamilie van de Dolichoderinae. De wetenschappelijke naam van de soort is voor het eerst geldig gepubliceerd in 1798 door Latreille.